# Shawn Bradley
Shawn Paul Bradley (* 22. März 1972 in Landstuhl) ist ein ehemaliger deutsch-US-amerikanischer Basketballspieler.
Von 1993 bis 2005 nahm er an 875 NBA-Spielen teil, die meisten in den Farben der Dallas Mavericks. Bei einer Größe von 2,29 Metern war der Center einer der größten Spieler in der Geschichte der Liga.

## Werdegang
Bradley wurde in Landstuhl als Sohn einer deutschen Mutter und eines ehemaligen US-Soldaten geboren und wuchs in Castle Dale in Utah auf. Neben der US-amerikanischen besitzt er seit Sommer 2001 auch die deutsche Staatsangehörigkeit. Bereits in jungem Alter war Bradley überdurchschnittlich groß und wurde deshalb eigener Angabe nach als Kind häufig gehänselt. Er gehörte als Jugendlicher der Basketballmannschaft der Emery High School an, für die er insgesamt Mittelwerte von 20,3 Punkten, 11,5 Rebounds und 5,4 geblockte Würfe erreichte. Bradley wurde in Talentranglisten als einer besten Spielers seines Jahrgangs in den Vereinigten Staaten geführt.
Bradley gab der Brigham Young University seine Zusage, zuvor hatten weitere namhafte Hochschulen der NCAA, darunter UCLA, Arizona, Duke, Syracuse und North Carolina um den Innenspieler gebuhlt. In seiner einzigen Saison als Spieler der Brigham Young University untermauerte Bradley sein Talent, indem er in 34 Spielen stets in der Anfangsaufstellung stand und es auf Mittelwerte von 14,8 Punkten, 7,7 Rebounds und 5,2 Blocks je Begegnung brachte. Im Juni 1991 ging er als Missionar der Kirche Jesu Christi der Heiligen der Letzten Tage nach Sydney und blieb dort zwei Jahre. In dieser Zeit spielte er nur gelegentlich Basketball. Die zuvor geäußerte Ankündigung, für mindestens ein Spieljahr an die Brigham Young University zurückzukehren, verwarf er Anfang April 1993 und wechselte in den Profibereich.

### NBA
Trotz der langen Wettkampfpause wurde Bradley im NBA-Draft 1993 von den Philadelphia 76ers an zweiter Stelle ausgewählt. In seiner ersten Saison als Profi wurde Bradley für seine gute Leistungen (10,3 Punkte, 6,2 Rebounds, 3 Blocks/Spiel) in das NBA All-Rookie Second Team berufen. Als seine Entwicklung in der Saison 1995/96 nicht die gewünschten Fortschritte machte, gab Philadelphia Bradley, der bei Spielen wiederholt von Anhängern der eigenen Mannschaft ausgebuht wurde, Anfang 1995 an die New Jersey Nets ab, die im Gegenzug unter anderem Derrick Coleman erhielten. In New Jersey steigerte Bradley seine Einsatzzeit und seine statistische Ausbeute zunächst, kam aber nicht mit dem 1996 geholten Trainer John Calipari zurecht und wurde Mitte Februar 1997 im Rahmen eines mehrere Spieler betreffenden Tauschgeschäfts an die Dallas Mavericks abgegeben. Seine ersten Monate in Dallas verliefen verheißungsvoll, Bradley erzielte bis zum Ende der Saison 1996/97 im Schnitt 14,6 Punkte je Begegnung, seine mittlere Einsatzzeit von gut 32 Minuten war wie die Punktausbeute der Höchstwert seiner NBA-Jahre. Bei den Texanern blieb Bradley bis zum Ende seiner Profilaufbahn. Dieses gab er im Sommer 2005 bekannt, obwohl sein Vertrag in Dallas noch eine Laufzeit von drei Jahren aufwies. Bradley litt unter Hüft- und Kniebeschwerden, seine Einsatzzeit hatte seit 2003 nur noch rund zwölf Minuten je Begegnung betragen.
In seinen zwölf NBA-Jahren blockte Bradley 2119 gegnerische Würfe, was einem Durchschnitt von 2,6 pro Spiel entspricht. In der Saison 1996/97 war er mit 3,4 Blocks je Begegnung der beste NBA-Spieler in dieser Statistik und teilte sich mit Jermaine O’Neal in der Saison 2000/01 den ersten Platz.

### Nationalmannschaft
Ab 1995 versuchte der Deutsche Basketball Bund, Bradleys Einbürgerung zu erreichen. Im Sommer 2001 erhielt er die deutsche Staatsbürgerschaft und gehörte wie sein Mannschaftskollege von den Dallas Mavericks, Dirk Nowitzki, bei der Europameisterschaft 2001 in der Türkei zum Aufgebot der deutschen Mannschaft. Bradley, der in der DBB-Auswahl den Spitznamen Siggi erhielt, kam mit Deutschland bei der EM auf den vierten Platz. Er erzielte im Verlauf des EM-Turniers im Schnitt 4,6 Punkte und 3,6 Rebounds je Begegnung. Die sieben EM-Spiele sowie zwei vorherige Freundschaftsspiele blieben Bradleys einzige Länderspiele.

## Privat
Aus seiner ersten Ehe mit seiner Frau Annette stammen sechs Kinder. Nach der Scheidung heiratete Bradley 2018 erneut, seine zweite Frau Carrie brachte drei Kinder in die Ehe ein.
Er hat die europäische Schuhgröße 57.
Er spielte 1996 im Film Space Jam mit.

### Querschnittlähmung
Im Januar 2021 erlitt Bradley bei einem Fahrradunfall in seinem Wohnort St. George im US-Bundesstaat Utah eine Rückenmarksverletzung, die zu einer Querschnittlähmung führte. Nach eigener Aussage hatte er anschließend den Gedanken, sich das Leben zu nehmen.